# Composició algorítmica
Composició algorítmica és la tècnica per crear música utilitzant algorismes.
Els algorismes han sigut utilitzats per compondre música durant segles; el terme és usualment reservat per a procediments que fan música sense la intervenció humana, i es basen fonamentalment en l'ús de d'ordinadors.
Alguns algorismes que no tenen una immediata rellevància musical són usats pels compositors com un model creatiu d'inspiració per a la seva música. Algorismes com a fractals, models estadístics, i fins i tot dades arbitràries, van son utilitzades com a font d'inspiració.

## Models per a composició algorítmica
No hi ha un mètode universal per a ordenar els diferents algorismes de composició musicalen. Una manera de fer això és observar de que manera un algorisme pren part en el procés de composició musical. Els resultats d'aquest procés poden ser dividits en:
1) música composta per una computadora i 2) música composta amb l'ajuda d'una computadora.
Una altra manera d'ordenar els algorismes composicionales és examinar els resultats del seu procès composicional. En aquest cas, els algorismes poden ser de dues maneres:
1) Proveeix informació de notes o partitura per a ser tocada en altres instruments musicals.
2) Proveeix una forma independent de tocar la composició en forma autònoma per mitjà d'un sintetitzador de sons.
La millor manera de categoritzar la composició algorítmica és per mitjà de la seva estructura i la manera de processar les seves dades. Per exemple, s'ha fet música algorítmica basada en:
- Models matemàtics
- Sistemes basats en el coneixement
- Gramàtica
- Mètodes evolucionarios
- Sistema d'auto aprenentatge
- Sistemes híbrids

### Articles
- Algorismes musicals per Dr.John Francis. Programes de música algorítmica per a representar tots els estils musicals, amb fonts en C, produeix arxius MIDI / WAV. 2014
- [{{format ref}} http://muse.jhu.edu/journals/computer_music_journal/v025/25.1supper.html Alguns punts importants sobre composició algorítmica per Martin Supper. Computer Music Journal 25.1 (2001) 48-53
- COMPOSING WITH PROCESS: PERSPECTIVES ON GENERATIVE AND SYSTEMS MUSIC podcast, exploring generative approaches (including algorithmic, systems-based, formalized and procedural) to composition and performance primarily in the context of experimental technologies and music practices of the latter part of the twentieth century.
- Automatic Composition from Senar-musical Inspiration Sources, by Robert Smith, et al. A conference paper describing a machine learning based approach to generating music by training a model on subject pieces and then generating new pieces based on senar-musical àudio files.
- Algorithmic Composition: Computational Thinking in Music by Michael Edwards. Communications of the ACM, Vol. 54 No. 7, Pages 58-67 10.1145/1965724.1965742. From the abstract: "This article outlines the history of algorithmic composition from the pre- and post-digital computer age, concentrating, but not exclusively, on how it developed out of the avant-garde Western classical tradition in the second half of the 20th century. This survey is more illustrative than all-inclusivament, presenting examples of particular techniques and some of the music that has been produced with them."

### Exemples de música algorítmica
- A jazz Un solo de saxofon generat automàticament per Band-in-a-Box: OGG vorbis format.
- The babelcast (RSS subscrption feed, iTMS free subscription) and telequalia (RSS subscription feed, iTMS free subscription
- Exemples amb piano i chelo tocats per un programa de computadores Música a l'atzar.
- Exemples de Paul Ramsay's Musica Paral·lela (usant Shockwave): PMusic: SINGLES; Consemble Plymouth and Consemble (projecte de composició oberta).
- Exemples de Karlheinz Essl's Lexikon-Sonate (MIDI i mp3).
- Exemples de James Anthony Walker the art of jim.
- Exemples de Dave Smith roughlight music
- Exemples de Gary Lee Nelson's Música fractal.
- Exemples de Martin Dostál's sistema de bateries genètiques.
- Exemples de Ensemble 176's enregistraments en lénea.